# Beyond the Time Barrier
Beyond the Time Barrier és una pel·lícula de ciència-ficció estatunidenca de 1960. Va ser estrenada el setembre de 1960 en una doble sessió amb The Angry Red Planet. Fou protagonitzada per Robert Clarke (que també va fer de productor) i dirigida per Edgar G. Ulmer. La dona d'Ulmer, Shirley, va actuar com a editora de guions mentre la seva filla Arianne Arden va aparèixer com a pilot russa. Va ser una de les dues pel·lícules de ciència-ficció de baix pressupost back-to-back a Dallas, Texas per Ulmer (l'altra és The Amazing Transparent Man, estrenada a principis d'aquell any). El programa de rodatge combinat d'ambdues pel·lícules va ser de només dues setmanes.

## Trama
El pilot de proves de les Forces Aèries dels Estats Units d'Amèrica Major Bill Allison vola amb èxit l'avió experimental X-80 cap a un vol espacial suborbital, encara que perd el contacte de ràdio. Quan el major Allison torna a la base aèria, sembla abandonada, vella i deserta. Desconcertat, veu una ciutat futurista a l'horitzó i es dirigeix cap a ella. El major queda inconscient i éscapturat.
Quan Allison es desperta, es troba en una distòpica ciutat subterrània coneguda com la Ciutadella. Desconcertat per la negativa dels seus captors a parlar amb ell, Allison inicialment reacciona de manera hostil, però finalment es calma i és portat al seu líder, el Suprem. El Suprem li explica que ell i el seu segon en comandament, el Capità, són els dos únics veïns de la Ciutadella que poden parlar o escoltar. La resta d'habitants, inclosa la néta del Suprem, Trirene, són sordmuts, i tots excepte possiblement Trirene són estèrils. Un telèpata, Trirene llegeix els pensaments d'Allison i indica al Suprem que creu que no és un espia, com sospita el Capità.
El Capità envia l'Allison a ser empresonat amb un grup de mutants calbs i violents que estan decidits a matar a tothom a la Ciutadella. Mentre els mutants l'ataquen, Allison en domina un i demana respostes. Afirmen ser els supervivents d'una "pesta còsmica", i culpen els seus problemes als veïns de la Ciutadella. El Capità allibera l'Allison i explica que en Trirene ha convençut el Suprem que no és un enemic. Sentant la seva confusió, Trirene li mostra fotografies històriques que ajuden a explicar la història de la Ciutadella i, a instància seva, el condueix als "paisatges", dos científics i una oficial russa.
Després de desactivar els dispositius de vigilància, els científics expliquen que Allison ha viatjat en el temps fins a l'any 2024. Les proves d'armes nuclears van danyar l'atmosfera de la Terra, deixant passar perillosos raigs còsmics el 1971, donant lloc a la plaga còsmica. Els que van fugir sota terra cap a la Ciutadella encara estaven afectats. Encara que no es van veure tan afectats com els que es van quedar a sobre del sòl, en vint anys no hi ha hagut naixements. Els mateixos "paisatges" també són viatgers accidentals en el temps: la capitana russa Markova prové del 1973, i el general Kruse i el professor Bourman van arribar des de colònies d'altres planetes el 1994. Markova explica que el Suprem necessita Allison per intentar repoblar la seva societat amb l'ajuda de Trirene. Els científics adverteixen a Allison que no confiï en la Ciutadella. Quan el capità arriba per tornar a habilitar el dispositiu de seguretat, al seu torn adverteix a Allison que no confiï en els científics.
A mesura que la Trirene i l'Allison passen més temps juntes, s'enamoren. Encara que inicialment reticent, Allison s'uneix als fugitius en un pla per convertir Trirene contra la seva gent perquè pugui tornar al passat i intentar canviar la història. Markova allibera els mutants per atacar els residents. Aleshores demana que acompanyi a Allison, no a Trirene, i fins al 1973, no al 1960. Arriben en Kruse i en Bourman, i Kruse dispara a Markova per la seva traïció. Aleshores, Bourman noqueja a Kruse, explicant que Kruse tenia previst segrestar l'avió. Bourman, però, també té la intenció d'utilitzar el X-80 per tornar a la seva època. Mentre Allison i Bourman lluitaven per la pistola de Kruse, una bala perduda mata a Trirene abans que Allison pugui vèncer a Bourman.
Allison porta el cos de Trirene al Suprem, que està angoixat tant per la mort de la seva néta com per la condemna del seu poble, ara que l'última persona fèrtil ha mort. El Suprem dirigeix Allison cap a un passatge secret, convençut per Allison que sempre hi ha esperança. Tornat a la seva època, Allison explica la seva fantàstica aventura en un debriefing gravat. Quan els alts funcionaris visiten Allison a l'hospital, es revela que ha envellit dràsticament i que ara és un home gran. L'Allison els avisa frenèticament dels esdeveniments futurs, i un d'ells diu que tenen molt en què pensar.

## Repartiment
- Robert Clarke com el major William Allison
- Darlene Tompkins com a princesa Trirene
- Arianne Arden com a capità. Markova
- Vladimir Sokoloff com el Suprem
- Stephen Bekassy com el general Karl Kruse
- John van Dreelen com el Dr. bourman
- Red Morgan com a capità
- Ken Knox com el coronel Marty Martin
- Don Flournoy com a mutant
- Tom Ravick com a mutant
- Neil Fletcher com a cap de la Força Aèria
- Jack Herman com el Dr. Home ric
- William Shapard com el general York
- James Altgens com a secretari Lloyd Patterson
- John Loughney com el general Lamont
- Russell Marker com el coronel Curtis

## Producció
El productor Robert Clarke estava esgotat de dirigir i actuar en la seva producció, The Hideous Sun Demon, i va buscar un director per a aquesta pel·lícula. Anteriorment havia treballat amb Edgar G. Ulmer a L'home del planeta X i el respectava. Els fons de Clarke es van originar a Texas, i els patrocinadors van establir que la pel·lícula es rodés allà, on els sindicats cinematogràfics no tenien cap influència. Clarke va filmar als edificis del Texas Centennial Exhibition Fair Park. Va aconseguir la cooperació de la Força Aèria dels Estats Units i la Guàrdia Nacional Aèria de Texas que li va permetre filmar a la Base de la Força Aèria de Carswell de Fort Worth i l'Estació Aèria del Cos de la Marina abandonada Eagle Mountain Lake. Va obtenir i utilitzar imatges de pel·lícula d'un F-102 Delta Dagger substituint l'avió de prova. Les seqüències d'acció de la pel·lícula utilitzaven armes de la Força Aèria, carabina M1 pistoles M1911A1, amb els actors tenint cura de no disparar les armes directament els uns als altres. El títol provisional de la pel·lícula era The Last Barrier.
El dissenyador de producció Ernst Fegté va utilitzar un motiu triangular per als decorats futuristes que es van filmar als edificis desocupats del recinte. Els paracaigudes sobrants es van penjar al fons per amortiguar els ecos.
Clarke va triar Darlene Tompkins per sobre de diversos candidats per a la muda i psíquica Trirene, inclosa Yvette Mimieux (que va aparèixer a La màquina del temps) i Leslie Parrish. Ulmer va seleccionar la seva filla Arianne per al paper de la capità Alicia Markova, el nom de la qual prové d'la ballarina del mateix nom. Ulmer va coreografiar els moviments de la filla de manera semblant a una dansa de ballet mentre deixava anar el seu vestit de vol.
Quan va pronunciar el seu discurs incitant els mutants a la revolta en un aixecament soviètic, Arianne va utilitzar deliberadament inflexions de veu semblants a Laurence Olivier recitant el discurs del dia de Sant Crispí de Enric V. American International Pictures (AIP) va afegir imatges a la seqüència de l'aixecament mutant de la seva pel·lícula Das indische Grabmal . Un mutant va ser interpretat pel guionista Arthur C. Pierce. Pierce va participar en la producció i va treballar com a editor assistent.
Tompkins va recordar que els actors que van interpretar els mutants, el maquillatge dels quals va ser creat per Jack Pierce, li van ensenyar a jugar al cribbage al plató mentre es disfressava. A Tompkins se li va demanar que fes una escena de natació nu per al seu llançament a l'estranger. Ella es va negar i les escenes de natació van ser fetes per un doble corporal. Quan la filmava nedant amb un banyador de color carn, la tripulació va utilitzar la piscina del motel on s'allotjaven; el seu rodatge nocturn es va veure interromput per un incendi que va esclatar al motel.
L'antic jugador de futbol Boyd Morgan va fer acrobàcies i va interpretar el Capità de la Guàrdia. Darrell Calker, el cap de música dels dibuixos animats de Walter Lantz, va compondre una banda sonora eficaç.
James H. Nicholson d'AIP estava interessat en estrenar la pel·lícula basant-se en la recomanació de les seves filles adolescents després de projectar la pel·lícula. El soci de l'AIP Samuel Z. Arkoff, li va preguntar a Clarke què volia fer amb la pel·lícula. Clarke va dir que volia produir diverses pel·lícules per a AIP, però Arkoff va dir que AIP no utilitzava productors per contracte. Clarke va trobar una companyia de cinema semblant, però més nova i sense experiència, anomenada Pacific International Pictures (PIP) o Miller-Consolidated Pictures, que tenia ganes de treballar amb Clarke i estrenar les seves pel·lícules. Tanmateix, PIP va fer fallida i AIP va poder comprar dues de les pel·lícules de Clarke en poder de PIP per no més que els costos del laboratori. Les pel·lícules es van estrenar sota la bandera de l'AIP. AIP explotada la publicitat de MGM per a La màquina del temps estrenant la seva pel·lícula un mes abans de les MGM. A Clarke només se li pagava el salari d’actuació.
Quan Miller Consolidate Films va entrar en fallida, American International Pictures (AIP) va estrenar la pel·lícula el setembre de 1960 amb una doble factura amb The Angry Red Planet Es va estrenar a les sales en algunes zones amb una doble sessió amb The Amazing Transparent Man, una altra pel·lícula dirigida per Ulmer feta per Miller però recollida per AIP pels costos del laboratori.

## Recepció
Rotten Tomatoes, un agregador de ressenyes, informa que el 60% dels cinc crítics enquestats van donar a la pel·lícula una crítica positiva; la qualificació mitjana és de 4,56/10. Dave Kehr del Chicago Reader va escriure: "Fins i tot en aquest nivell desesperant de la realització de pel·lícules de nit, el tractament d’Ulmer segueix sent decididament personal, i la pel·lícula, encara que visualment fluixa, emergeix com una cosa concisa, enginyosa i expressivament gelada." J. Hoberman de The Village Voice va escriure que "suggereix un remake empobrit de l'òpera espacial constructivista soviètica de 1924 Aelita".

## Refeències
1. 1 2  Warren, Bill (1986). "Keep Watching The Skies Volume 2". McFarland & Co., Inc. ISBN 0-89950-170-2. Page 730
2. ↑  Weaver, Tom. Science fiction confidential: interviews with 23 monster stars and film makers.  McFarland, 2002, p. 300. ISBN 0-7864-1175-9.
3. ↑  Weaver, Tom, Brunas, John & Michael Interviews with B Science Fiction Movie Makers McFarland, 2006, p. 89
4. ↑  Freeman, Paul. Abandoned & Little-Known Airfields: Northwestern Fort Worth area. 2011.
5. ↑  TCM notes.
6. ↑  p.174 Lisanti, Tom Drive-In Dream Girls McFarland
7. ↑  p.333 Weaver, Tom Science Fiction and Fantasy Flashbacks 2004 McFarland
8. 1 2   Lisanti, Tom Science Fiction Confidential McFarland, p.300
9. ↑  p.89 Weaver, Tom, Brunas, John & Michael Interviews with B Science Fiction Movie Makers 2006 McFarland
10. ↑  p. 58 Craig, Rob American International Pictures: A Comprehensive Filmography McFarland, 19 Feb 2019
11. ↑  «Beyond the Time Barrier (1960)». Rotten Tomatoes. [Consulta: 18 desembre 2020].
12. ↑  Kehr, Dave «Beyond the Time Barrier». Chicago Reader [Consulta: 9 maig 2015].
13. ↑  Hoberman, J. «Low and Behold». The Village Voice, 17-11-1998 [Consulta: 9 maig 2015]. Arxivat 2015-05-18 a Wayback Machine.